# Янчевський Роман Юрійович
Рома́н Ю́рійович Янче́вський — солдат Збройних сил України.

## З життєпису
Контрактник. Під час бойового завдання їхав на зачистку, коли в БМП тричі влучили з гранатомета. Янчевський зазнав контузії, з важким осколковим пораненням шиї задля порятунку побратимів намагався відвести машину. Встиг вибігти з машини, зняти бронежилет і одяг, що горів; опритомнів уже в реанімації.
Лікувався в Харкові, київському військовому шпиталі, проходив місяці реабілітації; не бачить лівим оком — там застряг осколок, майже не чує. Доглядають за ним волонтери, батько та сестра.

## Нагороди
31 жовтня 2014 року за особисту мужність і героїзм, виявлені у захисті державного суверенітету та територіальної цілісності України, вірність військовій присязі під час російсько-української війни, відзначений — нагороджений орденом «За мужність» III ступеня.